# Fjelie församling
Fjelie församling var en församling i Lunds stift och i Lomma kommun. Församlingen uppgick 2000 i Bjärreds församling.

## Administrativ historik
Församlingen har medeltida ursprung. 
Församlingen utgjorde tidigt ett eget pastorat för att därefter från 1679 till 1870 vara annexförsamling i pastoratet Lomma, Fjelie och Flädie. Från 1870 till 2000 moderförsamling i pastoratet Fjelia och Flädie som från 1973 även omfattade Borgeby församling. Församlingen uppgick 2000 i Bjärreds församling.

## Kyrkor
- Fjelie kyrka